# Ricardo Pereyra
Julio Ricardo Pereyra (San Fernando, Buenos Aires, Argentina), más conocido como Ricky Pereyra, es un exfutbolista argentino. Jugaba de lateral derecho y se retiró en Flandria.

## Trayectoria
Dio sus primeros pasos en Tigre, club con el que consiguió el ascenso a la Primera B Nacional en 1994. En el año 1999 pasó a Estudiantes (BA) consiguiendo un nuevo ascenso al Nacional B. La temporada 2006/07 la disputó en Comunicaciones y la 2007/08 en Acassuso. Finalizó su carrera en Flandria en 2009. Desde entonces es el director técnico de las divisiones inferiores del Club Atlético Estudiantes. A fines de abril de 2012 inició su segundo período como entrenador interino de Estudiantes (BA), volviendo a la brevedad a dirigir las inferiores del club.

## Clubes

### Como jugador
| Club             | País      | Año       |
| ---------------- | --------- | --------- |
| Tigre            | Argentina | 1993-1998 |
| Estudiantes (BA) | Argentina | 1999-2006 |
| Comunicaciones   | Argentina | 2006-2007 |
| Acassuso         | Argentina | 2007-2008 |
| Flandria         | Argentina | 2008-2009 |

### Como entrenador
| Club             | País      | Año  |
| ---------------- | --------- | ---- |
| Estudiantes (BA) | Argentina | 2010 |
| Estudiantes (BA) | Argentina | 2012 |

## Logros

### Como jugador
| Título                  | Club             | País      | Año  |
| ----------------------- | ---------------- | --------- | ---- |
| Primera B Metropolitana | Tigre            | Argentina | 1994 |
| Primera B Metropolitana | Estudiantes (BA) | Argentina | 2000 |